# Rikskommissariatet Ukraina

Nazistisk propagandaaffisch med texten "Гітлер визволитель", "Hitler Befriaren".

Rikskommissariatet Ukraina (tyska: Reichskommissariat Ukraine förkortat RKU) var den nazityska benämningen på civilförvaltningen i det av Tyskland ockuperade Ukraina under andra världskriget. RKU bestod även av delar av dagens Belarus samt delar av östra Polen. Chef för civilförvaltningen var Erich Koch och området var officiellt en tysk koloni. 
I enlighet med Generalplan Ost exploaterades RKU och dess inhemska befolkning till fördel för Tysklands anspråk på livsrum i öst. I RKU levde i huvudsak ukrainare, men även ryska, polska, judiska, vitryska, tyska, romska och krimtatariska minoriteter.

## Distrikt
Reichskommissariat Ukraine var indelat i sex distrikt:
- Generalbezirk Wolhynien und Podolien (Volynien och Podolien) 
  - Generalkommissarie: Heinrich Schoene

- Generalbezirk Shitomir (Zjytomyr)
  - Generalkommissarie: Kurt Klemm, Ernst Leyser

- Generalbezirk Kiew (Kiev) 
  - Generalkommissarie: Helmut Quitzrau, Waldemar Magunia

- Generalbezirk Nikolajew (Mykolajiv) 
  - Generalkommissarie: Ewald Oppermann

- Generalbezirk Dnjepropetrowsk (Dnipro)
  - Generalkommissarie: Claus Selzner

- Generalbezirk Krim-Taurien (Krim-Taurien)
  - Generalkommissarie: Alfred Frauenfeld

## Politiker inom civilförvaltningen
- Alfred Rosenberg, riksminister för de ockuperade östeuropeiska områdena
- Alfred Meyer, ställföreträdande riksminister för de ockuperade östeuropeiska områdena
- Georg Leibbrandt, Riksministeriet för de ockuperade östeuropeiska områdena
- Otto Bräutigam, Riksministeriet för de ockuperade östeuropeiska områdena
- Erich Koch, rikskommissarie
- Gottlob Berger, SS-Obergruppenführer

## Bildgalleri

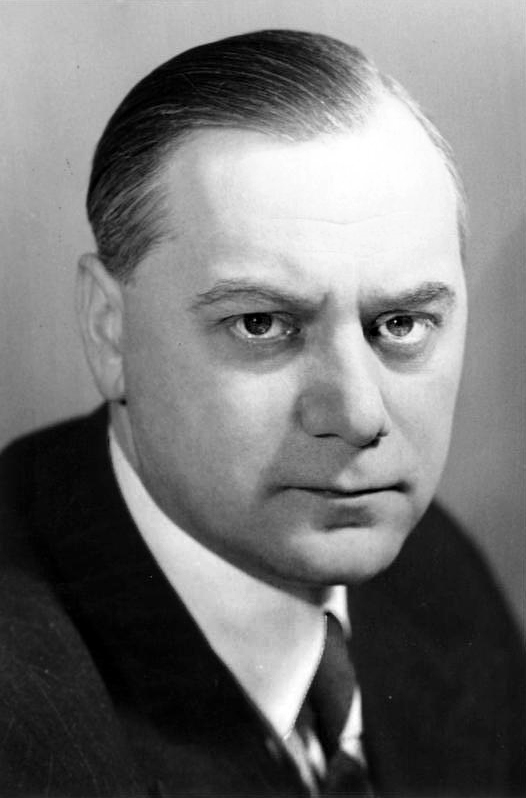
Alfred Rosenberg.
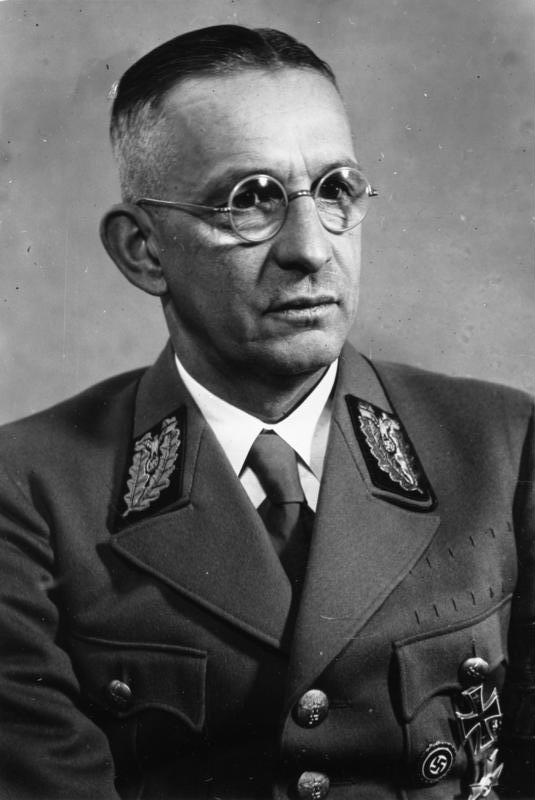
Alfred Meyer.
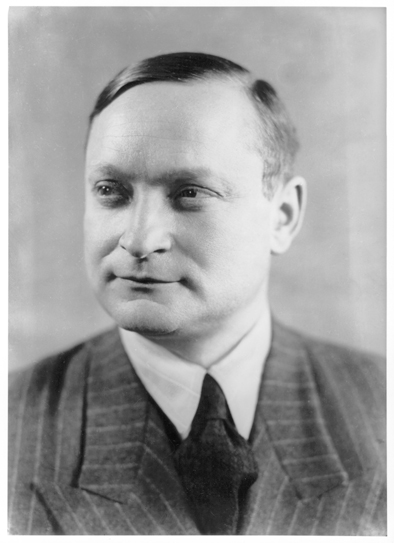
Georg Leibbrandt.
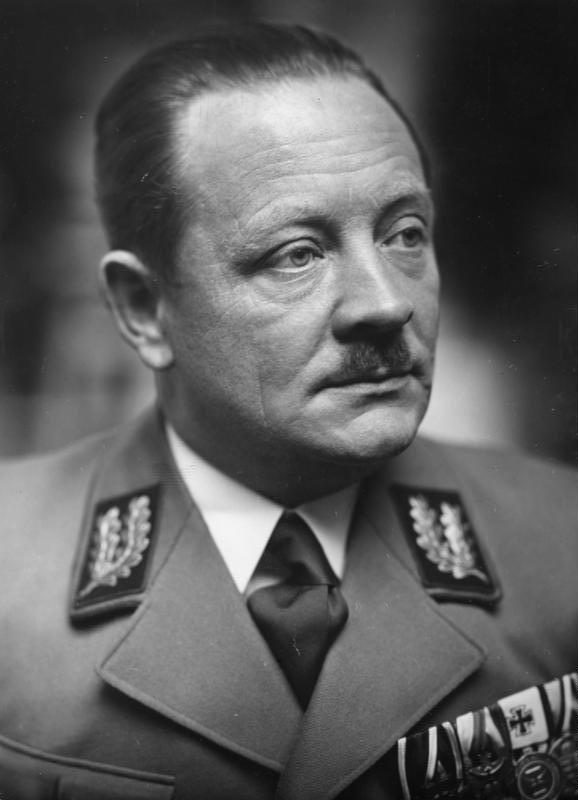
Erich Koch.
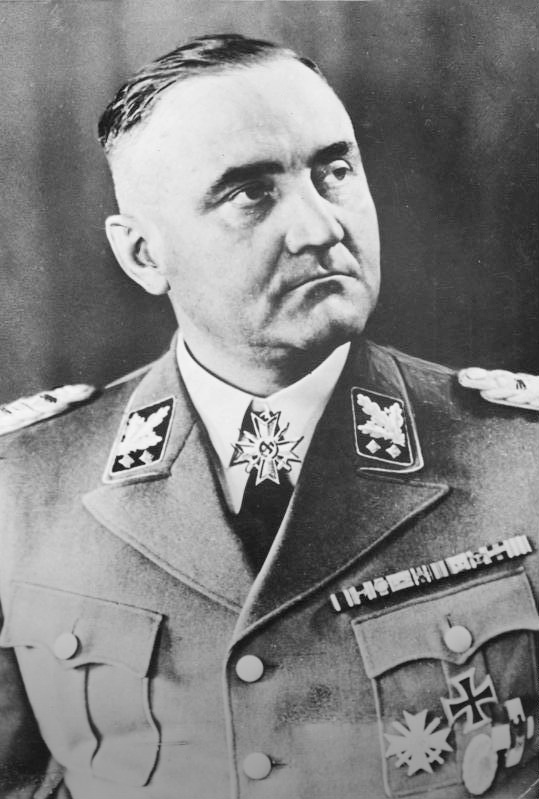
Gottlob Berger.